# Psychologické drama

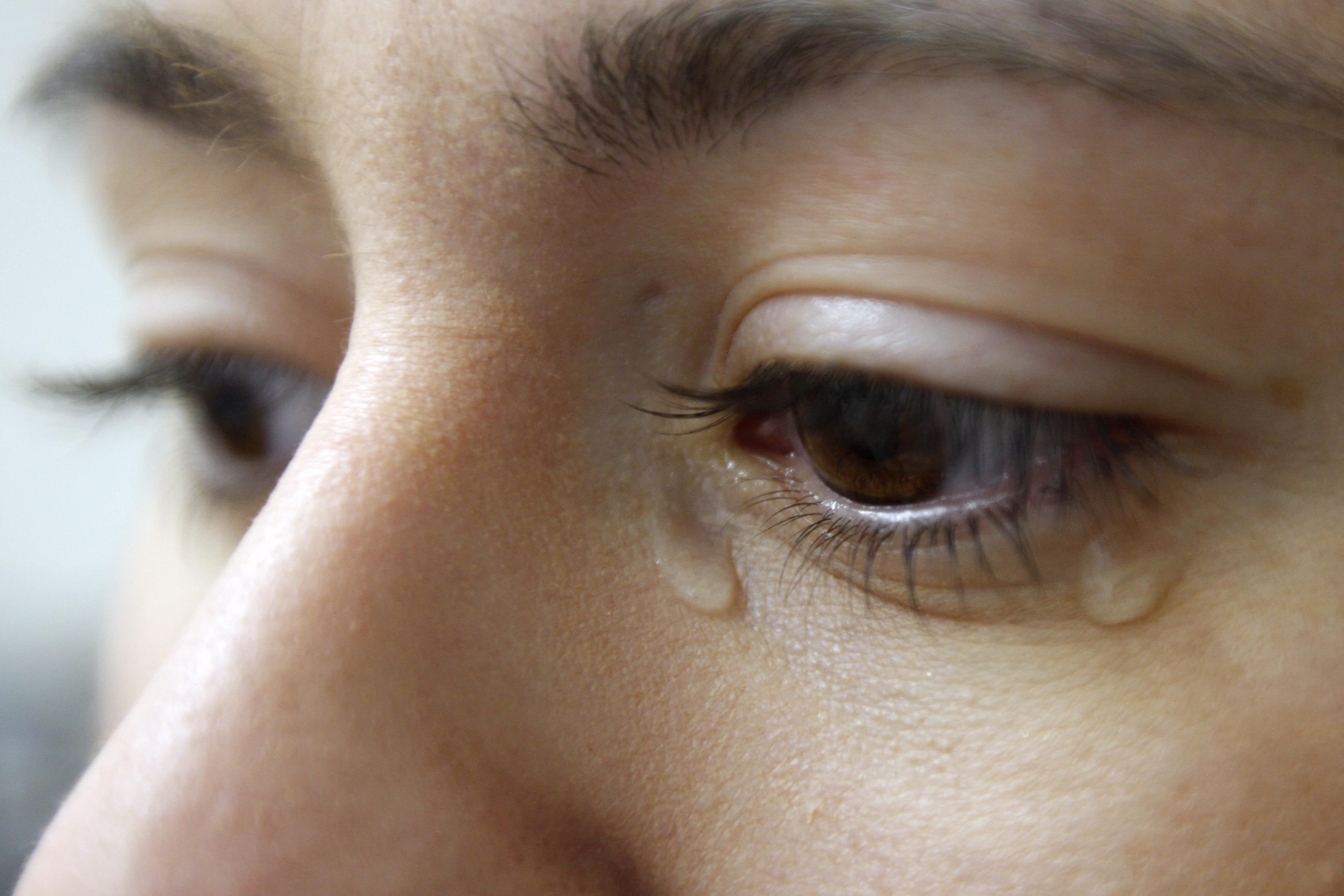
Detailní záběr je jednou z technik filmových psychodramat.

Psychologické drama neboli psychodrama je podžánr dramatické a psychologické literatury, který se obecně zaměřuje na emocionální, mentální a psychologický vývoj protagonistů a dalších postav v příběhu. Obecně je jedním z hlavních podžánrů psychologické fikce, běžně používaný ve filmech a televizních seriálech.

## Vymezení subžánru
Kořeny tohoto subžánru lze vysledovat až do počátku 20. století, kdy vzešel ze široké palety literatury zaměřené na vnitřní fungování mysli. S rozvojem kinematografie začali filmaři vnímat potenciál svého média k prozkoumávání složitých psychologických témat a příběhů.

### Charakteristiky
Psychologické drama využívá podobně jako jiné psychologické žánry obraznost a dramatické okolnosti k vyvolání silných emocí, na rozdíl od psychologických hororů nebo thrillerů však neusiluje o provokaci strachu, napětí nebo hrůzy. Psychologická dramata se obvykle přímo zabývají psychickým stavem a duševním zdravím, kladou důraz na emocionální konflikty a často vykreslují introspektivní osobní souboj.
Subžánr lze také charakterizovat jeho primárním zaměřením na postavy, pozornost se v něm věnuje spíše psychologii postav a jejich intimním problémům nežli příběhovému kontextu. Postavy jsou konfrontovány s pochybnostmi, dilematy nebo vnitřními osobnostními konflikty. Výzvy, s nimiž se setkávají, je často nutí reagovat a během filmu procházejí uceleným psychologickým procesem, nebo dokonce metamorfózou.

### Související žánry
Často se psychologické drama prolíná s jinými žánry, jako jsou krimi, fantasy, černá komedie, mysteriózní příběhy nebo sci-fi, a velmi úzce souvisí s žánry psychologického hororu a psychologického thrilleru . Psychologická dramata využívají tropy těchto žánrů se zaměřením na lidskou situaci a psychologické dopady, obvykle v dospělém a vážném tónu, téměř jako u melodramatu.
Klíčový rozdíl mezi dramatem a psychologickým dramatem spočívá v tom, že v druhém případě se pozornost více soustředí na psychologickou charakteristiku postav a existencialismus obecně, a nikoli na kontext vlastního vyprávění. Konec tedy nemusí být nutně tragický: hlavní postava může pochybovat o sobě a někdy překonat své niterné problémy. Psychologické drama lze také velmi jasně odlišit od dramedie, protože v něm zcela nebo téměř chybí humor, který lze nalézt například ve filmech Dobrý Will Hunting (1997) či Truman Show (1998).

### Techniky
Každý film využívá celou řadu technik k zrcadlení psychologické krajiny svých postav. Detailní záběry a subjektivní úhly kamery vtahují publikum do osobního prostoru postavy, zatímco nesouvislý střih a surrealistická obrnost mohou odrážet fragmentované stavy mysli. Často se zde používá symbolika, kdy objekty, prostředí a barvy mají svůj psychologický význam. Klíčovou roli hrají hudba a zvukový design, často se používají k umocnění intenzity emocí a vtahují publikum hlouběji do psychologického prožitku.

### Témata
Hlavní témata v tomto subžánru se týkají zobrazení duševních chorob, psychických traumat a společnosti, neomezuje se však pouze na ně. Dalšími běžnými tématy jsou odcizení, pochybnosti o sobě nebo hledání identity, vyprávění přitom často stírá hranice mezi realitou a iluzí, aby odráželo zmatek v myslích postav.
Mezi tematické prvky, které psychologická dramata zkoumají, patří popírání, deprese, postižení, zkreslené sekvence, dysfunkční vztahy, existencionální krize, lidská sexualita, krize identity, masová hysterie, změny nálad, nezvyklé chování, posttraumatická stresová porucha, psychické zneužívání, psychedelické umění nebo sociální problémy.

## Filmaři

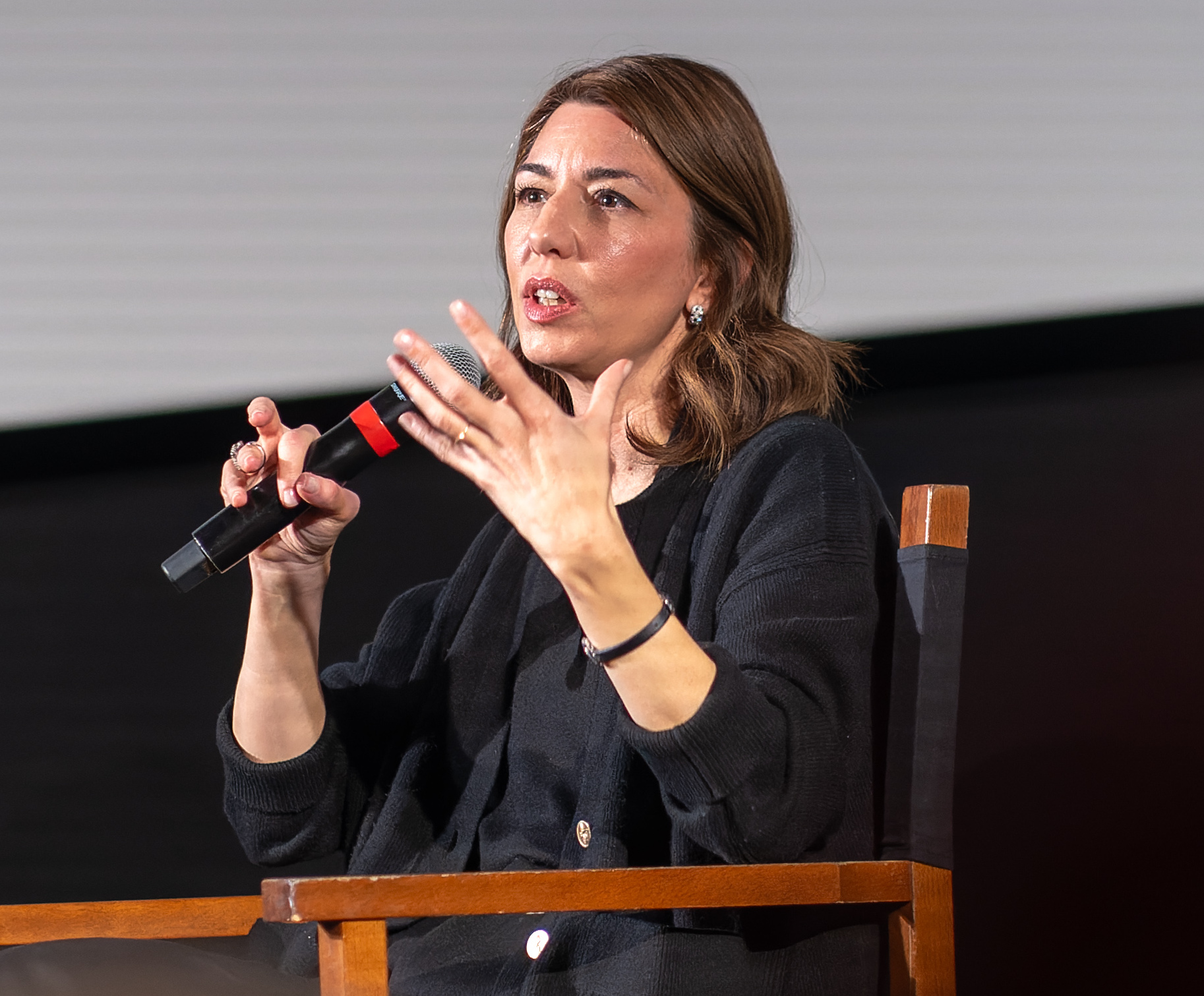
Sofia Coppola při prezentaci svého filmu Priscilla (2023)

Mezi filmaře známé svými psychodramatickými díly patří:
- Paul Thomas Anderson – americký filmař známý svým ztvárněním nedokonalých postav a zkoumáním témat a námětů, jako jsou dysfunkční rodiny, odcizení, osamělost a vykoupení. Příklady: Magnolia (1999), Až na krev (2007), Mistr (2012).
- Sofia Coppola – americká filmařka, dcera Francise Forda Coppoly, známá svými psychologickými dramaty o izolaci a společnosti. Příklady: Smrt panen (1999) a Ztraceno v překladu (2003).
- Todd Field – americký filmař známý svou filmografií představující psychologicky zaměřené postavy a témata. Příklady: V ložnici (2001), Jako malé děti (2006), Tár (2022).
- Alejandro González Iñárritu – mexický filmař, který režíroval řadu filmů zaměřujících se na aspekty lidské existence.
- Charlie Kaufman – americký režisér a scenárista, jehož dílo zkoumá univerzální témata, jako je krize identity, smrtelnost a smysl života, prostřednictvím metafyzického nebo parapsychologického rámce. Příklady: Věčný svit neposkvrněné mysli (2004).
- Andrej Tarkovskij – sovětský a ruský filmař, známý svými filozofickými a psychologickými filmy zabývajícími se existencí, vírou a snovými vzpomínkami. Příklady: Solaris (1972), Zrcadlo (1975), Stalker (1979).